# Estoicismo

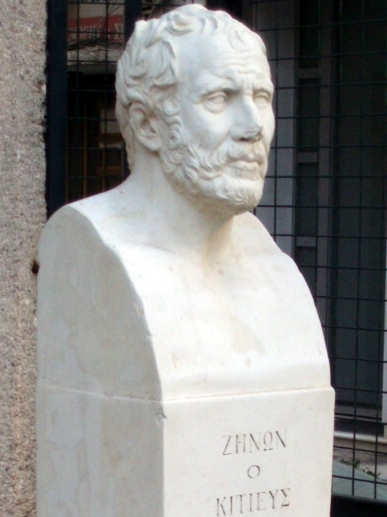
Busto de Zenón de Citio, fundador del estoicismo, en Atenas, Grecia.

El estoicismo es una escuela filosófica fundada por Zenón de Citio en Atenas a principios del siglo III a. C. Es una filosofía de ética personal basada en su sistema lógico y sus puntos de vista sobre el mundo natural. Los estoicos creían que todo alrededor operaba según una ley de causa y efecto que dotaba al universo de una estructura racional; pensaban que las personas «no podemos controlar lo que pasa a nuestro alrededor, pero sí podemos controlar lo que pensamos sobre estos eventos» en vez de imaginar una sociedad ideal falsamente positiva.
Su doctrina filosófica estaba basada en el dominio y control de los hechos, cosas y pasiones que perturban la vida, valiéndose de la valentía y la razón del carácter personal. Como seres racionales, su objetivo era alcanzar, basándose en la tolerancia y autocontrol, la eudaimonía (felicidad o bienaventuranza) y la sabiduría en aceptar el momento tal como se presenta, al no dejarse dominar por el deseo de placer, la recompensa inmediata o el miedo al dolor; en definitiva, se trata de emplear la mente para comprender el mundo y acogerse al plan de la naturaleza prescindiendo de los bienes materiales, de trabajar juntos y tratar a los demás de manera justa y equitativa.
Los estoicos son especialmente conocidos por enseñar que «la virtud es el único bien» para los seres humanos, y que esas cosas externas, como la salud, la riqueza y el placer, no son buenas o malas en sí mismas (adiaforía), pero tienen valor como «material para que la virtud actúe». Junto a la ética aristotélica, la tradición estoica constituye uno de los principales enfoques fundacionales de la ética de las virtudes. 
Los estoicos también sostenían que ciertas emociones destructivas son el resultado de errores de juicio y que las personas deberían cultivar una voluntad (llamada prohairesis) que esté «de acuerdo con la naturaleza». Sobre esta base, los estoicos pensaron que la mejor indicación de la filosofía de un individuo no era lo que  decía sino cómo se comportaba. Para vivir una buena vida, postulan, hay que entender las reglas del orden natural.
Muchos estoicos, como Séneca y Epicteto, enfatizaron que debido a que «la virtud es suficiente para la felicidad», un sabio sería emocionalmente resistente a la desgracia. Esta creencia es similar al significado de la frase «calma estoica», aunque la frase no incluye los puntos de vista estoicos «éticos radicales» de que solo un sabio puede ser considerado verdaderamente libre y que todas las corrupciones morales son igualmente viciosas.
Durante el período helenístico adquirió mayor importancia y difusión, ganando gran popularidad por todo el mundo grecorromano, especialmente entre las élites romanas. Su período de preeminencia va del siglo III a. C. hasta finales del siglo II d. C., y entre sus seguidores estaba el emperador Marco Aurelio. Tras esto, dio signos de agotamiento que coincidieron con la descomposición social del alto Imperio romano y el auge del cristianismo. Desde entonces ha visto avivamientos, especialmente en el Renacimiento (neostoicismo) y en la era contemporánea (estoicismo moderno).

## Etimología

### Orígenes
El estoicismo se conoció originalmente como «zenonismo», en honor al fundador Zenón de Citio. Sin embargo, este nombre pronto se abandonó, probablemente porque los estoicos no consideraban que sus fundadores fueran perfectamente sabios y para evitar el riesgo de que la filosofía se convirtiera en un culto a la personalidad. El nombre «estoicismo» deriva del Stoa Poikile (griego antiguo: ἡ ποικίλη στοά), o «pórtico pintado», una columnata decorada con escenas de batallas míticas e históricas, en el lado norte del Ágora de Atenas, donde Zenón y sus seguidores se reunían para discutir sus ideas.

### Uso moderno
La palabra «estoico» comúnmente se refiere a alguien que es indiferente al dolor, el placer, la pena o la alegría. El uso moderno como «persona que reprime los sentimientos o aguanta con paciencia» se citó por primera vez en 1579 como sustantivo y en 1596 como adjetivo. El DRAE define «estoico» como «fuerte, ecuánime ante la desgracia» y «estoicismo» como «fortaleza o dominio sobre la propia sensibilidad». En contraste con el término «epicúreo», en las notas de la entrada del estoicismo en la Stanford Encyclopedia of Philosophy, «el sentido del adjetivo inglés estoico no es totalmente engañoso con respecto a sus orígenes filosóficos».
También se utiliza en castellano el término «estoicista», que como sustantivo alude inequívocamente a la persona que propugna o practica el estoicismo.

## Perspectiva histórica

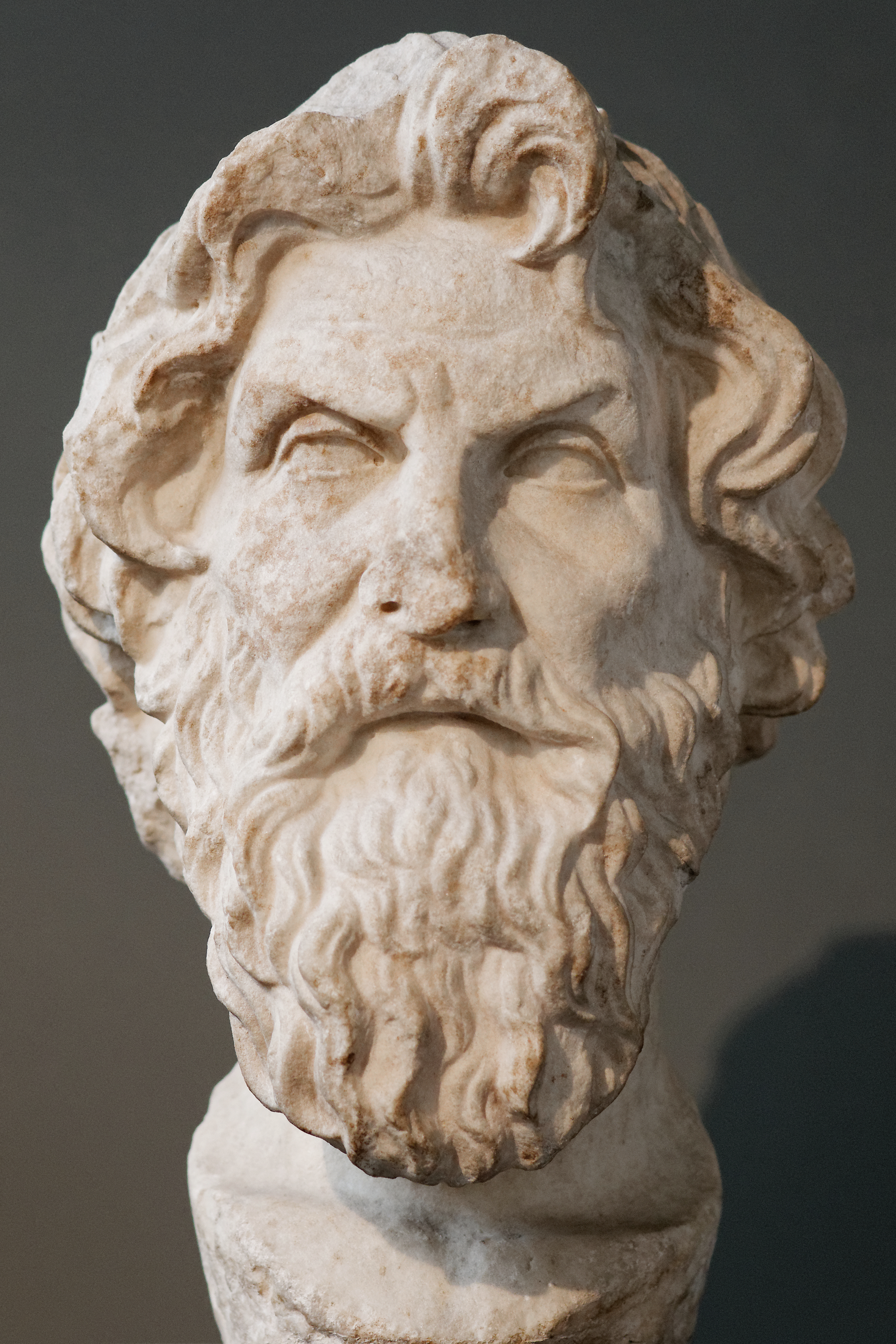
Busto de Antístenes, fundador de la escuela cínica (Museo Británico).

El estoicismo fue fundado por Zenón de Citio (aprox. 333-262 a. C.) —a veces llamado Zenón el Estoico para distinguirlo de Zenón de Elea—, de origen chipriota y posiblemente de ascendencia mixta, griega y oriental. Se trasladó a Atenas en el 311 a. C. después de una vida agitada. Por aquel entonces Atenas era el centro cultural del mundo griego, donde se congregaban las principales escuelas de filosofía. Durante su estancia, tomó contacto con la filosofía socrática, en especial la de la escuela cínica, y la megárica. Según Diógenes Laercio, inicialmente se inclinó por el cinismo, siendo alguien especialmente cercano a Crates, pero pronto abandonó esta escuela al rechazar las numerosas «exageraciones» en que estos incurrían, porque no podían ofrecerle ningún programa de vida válido. Tras este abandono del cinismo, estudió con otros filósofos de las escuelas platónica, aristotélica y megárica pero, insatisfecho con ellas, acabó creando su propia escuela, en la que combinaba múltiples aspectos cínicos con los de otros filósofos como Heráclito. Desde la antigüedad, se estudió la posible influencia sobre Zenón de doctrinas semíticas tales como el judaísmo o las filosofías del Oriente Medio; el considerable parecido entre el estoicismo y el cristianismo en algunas doctrinas, sobre todo en la ética y en la cosmología, sugirieron a panegiristas cristianos como Quintiliano y Tertuliano que Zenón estaba familiarizado, por su origen semita, con el judaísmo.
Mientras las doctrinas del epicureísmo quedaron fijadas por su fundador, el estoicismo tuvo un largo desarrollo. La historia del estoicismo se divide en tres períodos: “stóa” antiguo, “stóa” medio y “stóa” nuevo.

### Estoicismo antiguo

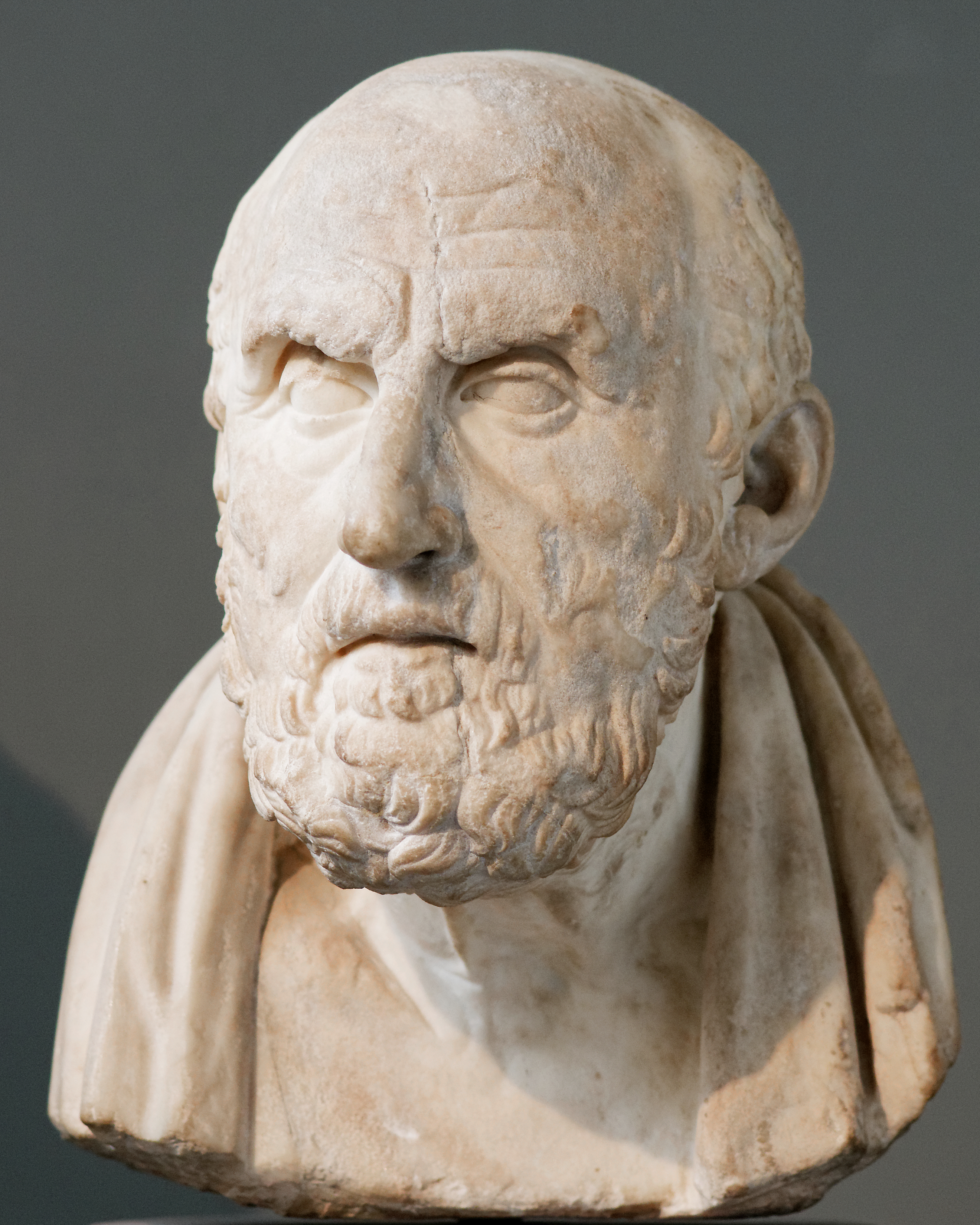
Busto de Crisipo de Solos (Museo Británico).

El término estoicismo proviene del lugar en el que Zenón comenzó, en el año 301 a. C., a dar sus lecciones en la Stoá poikilé (en griego Στοά, stoá, ‘pórtico’), que era el Pórtico pintado del ágora de Atenas. Pronto atrajo a numerosos seguidores, quienes, tras la muerte de Zenón, continuarían y expandirían su filosofía. El estoicismo fue la última gran escuela de filosofía del mundo griego en ser fundada, y continuó existiendo hasta que en el año 529 d. C. el emperador Justiniano clausuró la Escuela de Atenas. La escuela cínica tuvo una clara influencia en la Stoá. Esto es evidente desde los inicios de esta, pues las fuentes declaran que su fundador, Zenón de Citio, estudió directamente con un cínico: Crates. Estoicos tardíos, como  Epicteto, identificaban al cínico Diógenes de Sínope como dechado de hombre sabio. 
El corpus doctrinal del estoicismo se basaba en las escrituras de Zenón, hoy en día perdidas; no obstante, se sabe que escribió numerosas obras entre cuyos títulos destacaban: De la vida conforme a la naturaleza; De los universales; Argumentos dialécticos y De las pasiones. Cuando Zenón muere en 261 a. C. se hacen cargo de la escuela Cleantes y Crisipo. A decir de Laercio, a este último se le debe que el estoicismo perdurase: «Sin Crisipo no habría habido la Stoá». En efecto, Crisipo, que dirigirá la Stoá desde el 232 a. C. hasta su muerte, acaecida en 208 a. C., fijó el canon del estoicismo, perfeccionó las investigaciones lógicas y sistematizó las enseñanzas de Zenón. Desgraciadamente, de su obra solo han sobrevivido algunos escasos fragmentos y unas pocas referencias hechas por otros autores, resultando complicado discernir qué partes del ideario se deben a Zenón, a  Cleantes y Crisipo. En general, apenas se han conservado algunos fragmentos de los textos estoicos más antiguos.

### Estoicismo medio
Con la muerte de Crisipo, se dio por concluida la primera fase del estoicismo, llamada Estoicismo antiguo. Esta primera etapa se caracterizó sobre todo por el establecimiento formal de la doctrina. Tras Crisipo, dirigieron la escuela Diógenes de Babilonia y Antípater de Tarso, comenzando la época denominada Estoicismo medio. Durante la misma se da la expansión del estoicismo por todo el mundo mediterráneo, aprovechando el impulso del mundo helenístico y las redes comerciales surgidas con el auge de Roma. Sus principales figuras fueron Panecio de Rodas (185-109 a. C.) y, sobre todo, Posidonio de Apamea. Quizá el hecho más destacado de este período fue la introducción del estoicismo entre las élites romanas. La sociedad aristocrática romana de los siglos II y I a. C. valoraba en mucho los tiempos de «nuestros padres», refiriéndose a los siglos anteriores en que la relevancia económica y militar de Roma todavía era escasa. Se idealizaba y exaltaba la sencillez y la sobriedad de la vida de aquellos tiempos y, como en todo el mundo griego, se miraba con desconfianza los lujos y las costumbres modernas, más sofisticadas, que se habían ido introduciendo conforme la República Romana ganaba preeminencia. La doctrina estoica, muy favorable a esos puntos de vista, fue introducida con éxito, y ganó adeptos tan conocidos como Catón el Viejo, Escipión el Africano y Catón el Joven; la notable fama de estos favoreció todavía más al estoicismo, que pronto fue la escuela filosófica más admirada por los romanos. De los escritos del período medio apenas se conservan, de nuevo, unos pocos textos fragmentados.

### Estoicismo nuevo

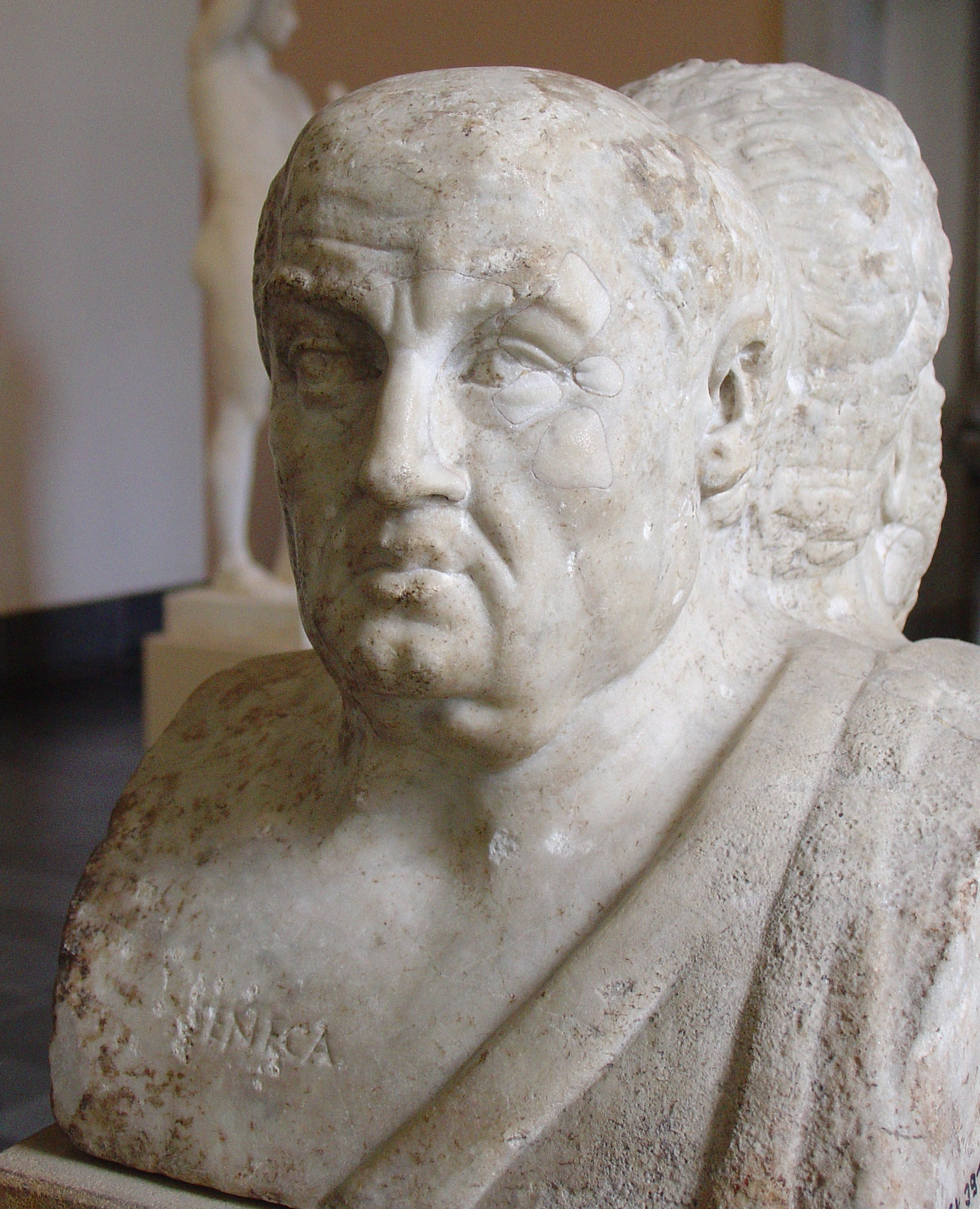
Busto de Séneca de una doble herma (Antikensammlung Berlin).

Usualmente, se considera que tras la muerte de Catón el Joven y la resolución de las guerras civiles que condujeron al establecimiento del Imperio romano, surge la última etapa del estoicismo, el llamado Estoicismo nuevo o Estoicismo romano. Los filósofos de esta etapa han llegado a ser mucho más famosos y conocidos que los estoicos antiguos (y sus obras se conservan en mayor número), y materializaron la implantación del estoicismo como la principal doctrina de las élites romanas. El estoicismo romano destaca por su vertiente eminentemente práctica, donde las consideraciones lógicas, metafísicas o físicas del estoicismo antiguo pasan a un segundo plano para desarrollar, sobre todo, la vertiente ética de la escuela. Los principales exponentes de esta etapa, y posiblemente los estoicos más famosos, fueron Lucio Anneo Séneca (4 a. C.-65 d. C.), uno de los escritores romanos más conocidos y quizá el estoico mejor conocido, Epicteto (50-130 d. C.), nacido esclavo, y el emperador Marco Aurelio (121-180 d. C.). La obra de Séneca, Marco Aurelio y Epicteto permite acercarse, de manera sencilla y didáctica, a los principales aspectos del estoicismo, si bien no introdujeron ningún elemento esencialmente original en la doctrina.[cita requerida]

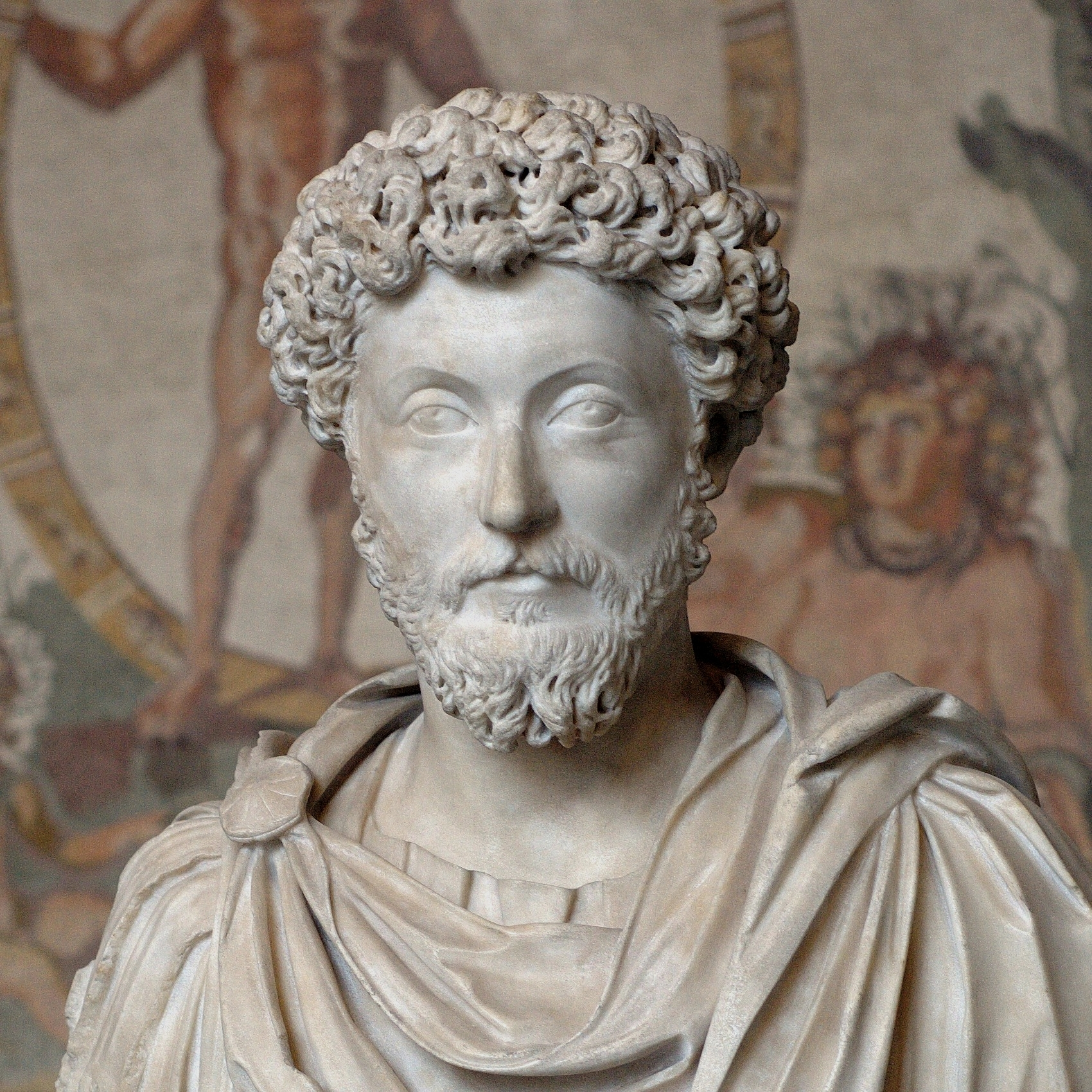
Busto de Marco Aurelio (Gliptoteca de Múnich).

Tras la muerte de Marco Aurelio, se considera que el estoicismo entra en decadencia. Las sucesivas crisis políticas, económicas y militares que asolan el Imperio romano durante el siglo III, tienen como consecuencia una revalorización de la espiritualidad que el estoicismo no puede afrontar, surgiendo el neoplatonismo, que, a partir de 250 d. C., desplazará al estoicismo como principal doctrina de las élites. El giro cultural de esta época provoca que el plan de vida estoico pase a ser negativamente considerado; en esta época, esencialmente, el estoicismo ganará su fama de envarado y rígido. Igualmente, el auge del cristianismo afecta negativamente a todas las escuelas filosóficas helenísticas, al ser rechazadas muchas de sus enseñanzas por contrarias a la doctrina cristiana. Para el año 300, la única de estas capaz de objetar algo al cristianismo es el neoplatonismo, y el triunfo de aquel sentencia definitivamente al movimiento helenista en general, que formalmente concluye en el 529, cuando Justiniano cierra las escuelas filosóficas de Atenas (el Liceo, la Academia, la Stoá).

## Influencia posterior

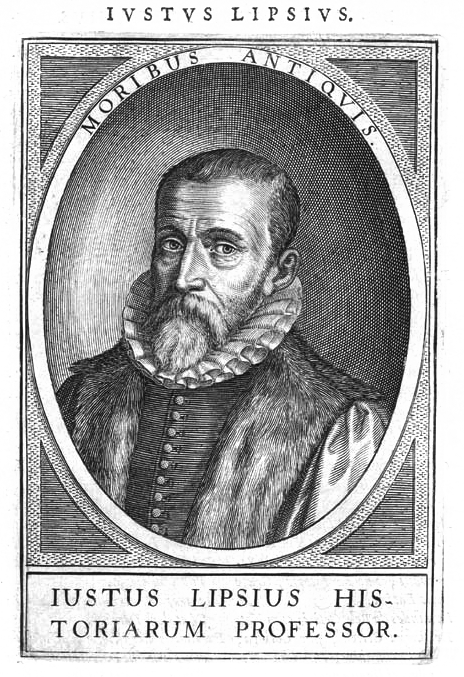
Justo Lipsio, el fundador del neoestoicismo.

El estoicismo influyó en numerosas corrientes filosóficas posteriores, desde los primeros padres de la Iglesia hasta Descartes y Kant. Como se ha dicho, los primeros padres de la Iglesia admiraron la ética del estoicismo, que consideraban especialmente cercana a la suya propia; su calma, su serenidad, así como su posición frente a las adversidades hicieron que algunos cristianos como Tertuliano trataran a estoicos como Séneca en los términos de «saepe noster» («a menudo, uno de los nuestros»), mientras que San Jerónimo lo incluyó en su catálogo de santos. Incluso se difundió la leyenda de que Séneca había sido bautizado antes de morir por San Pablo, con quien además habría mantenido correspondencia, y que Marco Aurelio habría igualmente mantenido correspondencia con el papa y algunos cristianos romanos. Durante el Renacimiento, el estoicismo ganó difusión entre las corrientes humanistas y universitarias: la primera obra de Calvino fue una edición de De clementia de Séneca, y las referencias al estoicismo nuevo son constantes en Erasmo, Juan Luis Vives y Michel de Montaigne. En esta época se revalorizó la actitud vital estoica; en la actualidad, se utiliza cotidianamente el término «estoicismo» para referirse a la actitud de tomarse las adversidades de la vida con fortaleza y aceptación.

### Neoestoicismo
El neoestoicismo fue un movimiento filosófico nacido en el siglo XVI que unía en su concepción elementos del estoicismo y del cristianismo. Fue fundado por el humanista belga Justo Lipsio quien en 1584 publicó su famoso diálogo De constantia donde sentó las bases de este nuevo movimiento filosófico y espiritual. Tiempo después aún desarrolló más su teoría en los tratados Manductio ad stoicam philosophiam (Introducción a la filosofía estoica), Physiologia stoicorum (Física del estoicismo) y Ethica (Ética).
El neoestoicismo es una filosofía práctica que sostiene que la norma básica de la vida debería ser que el ser humano no puede ceder ante la pasión terrenal sino someterse a los dictados de Dios. Los neoestoicistas distinguen entre cuatro pasiones estoicas: gula, alegría, miedo y dolor. Redescubre el valor de filósofos como Epicteto y Séneca y los une al bíblico Libro de Job.

## Doctrinas filosóficas

### Principios de la filosofía estoica
Los estoicos proclamaron que se puede alcanzar la libertad y la tranquilidad tan solo siendo indiferente a las comodidades materiales, la fortuna externa y dedicándose a una vida guiada por los principios de la razón y la virtud (tal es la idea de la imperturbabilidad o ataraxia). Asumiendo una concepción materialista de la naturaleza, siguieron a Heráclito en la creencia de que la sustancia primera se halla en el fuego y en la veneración del logos, que identificaban con la energía, la ley, la razón y la providencia encontradas en la naturaleza. La razón de los hombres se consideraba también parte integrante del logos divino e inmortal. La doctrina estoica, que consideraba esencial a cada persona como miembro de una familia universal, ayudó a romper barreras regionales, sociales y raciales, y a preparar el camino para la propagación de una religión universal. La doctrina estoica de la ley natural, que convierte la naturaleza humana en norma para evaluar las leyes e instituciones sociales, tuvo mucha influencia en Roma y en las legislaciones posteriores de Occidente. Además tuvo importancia en corrientes y filósofos posteriores, como Descartes y Kant.
Los estoicos antiguos dividieron la filosofía en tres partes (D.L. 7.41): la lógica (teoría del conocimiento y de la ciencia, que incluye la retórica y la dialéctica), la física (ciencia sobre el mundo y sobre las cosas) y la ética (ciencia de la conducta). Todas ellas se refieren a aspectos de una misma realidad: el universo en su conjunto y el conocimiento sobre él. Este puede ser explicado y comprendido globalmente porque es una estructura organizada racionalmente de la que el hombre mismo es parte integrante, siendo la faceta más importante la ética.
Se basaban en 4 virtudes cardinales:
1. Conocimiento práctico: la habilidad de manejar situaciones complejas con una mente tranquila.
2. Templanza: la habilidad de restringir y moderar la atracción de placeres y bienes mundanos.
3. Justicia: ser justo con los demás incluso cuando han cometido un error o nos han faltado al respeto.
4. Coraje: no solo en situaciones extremas sino en el día a día con claridad e integridad.

La filosofía no promete asegurar nada externo al hombre: en otro caso supondría admitir algo que se encuentra más allá de su verdadero objeto de estudio y materia. Pues del mismo modo en que el material del carpintero es la madera, y el del escultor, bronce, el objeto del arte de vivir es la propia vida de cada cual.
Epicteto.

### Lógica
Para los estoicos el terreno de la lógica incluía no solo lo que modernamente se entiende por ello, sino además la epistemología, la retórica y la gramática. En el campo de la lógica desarrollaron la lógica inductiva. Dividieron la lógica en Retórica (ciencia del correcto decir) y Dialéctica (D.L. 7.41).

#### Lógica proposicional
Diodoro Cronos, quien fue uno de los maestros de Zenón, es considerado el filósofo que introdujo y desarrolló por primera vez un enfoque de la lógica ahora conocido como lógica proposicional, que se basa en enunciados o proposiciones, en lugar de términos, lo que lo hace muy diferente de la lógica de Aristóteles. Más tarde, Crisipo desarrolló un sistema que se conoció como lógica estoica e incluía un sistema deductivo, la silogística estoica, que se consideraba un rival de la silogística de Aristóteles (ver silogismo). El nuevo interés por la lógica estoica se produjo en el siglo XX, cuando importantes desarrollos de la lógica se basaron en la lógica proposicional. Susanne Bobzien escribió: «Las muchas similitudes cercanas entre la lógica filosófica de Crisipo y la de Gottlob Frege son especialmente sorprendentes».
Bobzien también señala que "Crisipo escribió más de 300 libros sobre lógica, sobre prácticamente cualquier tema que le interese a la lógica actual, incluida la teoría de los actos de habla, el análisis de oraciones, expresiones singulares y plurales, tipos de predicados, índices, proposiciones existenciales, conectores oracionales, negaciones, disyunciones, condicionales, consecuencia lógica, formas válidas de argumento, teoría de la deducción, lógica proposicional, lógica modal, lógica temporal, lógica epistémica, teoría de la suposición, lógica de los imperativos, ambigüedad y paradojas lógicas".

#### Categorías
Los estoicos sostenían que todos los seres (ὄντα), aunque no todas las cosas (τινά), son materiales. Además de los seres existentes, admitieron cuatro incorporales (asomata): tiempo, lugar, vacío y decible. Se sostenía que simplemente "subsistían" mientras que tal estatus se les negaba a los universales. Así, aceptaron la idea de Anaxágoras (al igual que Aristóteles) de que si un objeto está caliente, es porque alguna parte de un cuerpo de calor universal había entrado en el objeto. Pero, a diferencia de Aristóteles, ampliaron la idea para cubrir todos los accidentes. Por tanto, si un objeto es rojo, sería porque alguna parte de un cuerpo rojo universal ha entrado en el objeto.
Sostuvieron que había cuatro categorías.
- sustancia (ὑποκείμενον)

La materia primaria, sustancia informe (ousia) de la que están hechas las cosas.
- calidad (ποιόν)

La forma en que se organiza la materia para formar un objeto individual; en la física estoica, un ingrediente físico (pneuma: aire o aliento), que informa el asunto.
- manera en la que está dispuesto (πως ἔχον)

Características particulares, no presentes dentro del objeto, como tamaño, forma, acción y postura.
- manera en la que está dispuesto en relación con algo (πρός τί πως ἔχον)

Características relacionadas con otros fenómenos, como la posición de un objeto en el tiempo y el espacio en relación con otros objetos.

A los consejos mencionados añádase todavía uno: delimitar o describir siempre la imagen que sobreviene, de manera que se la pueda ver tal cual es en esencia, desnuda, totalmente entera a través de todos sus aspectos, y pueda designarse con su nombre preciso y con los nombres de aquellos elementos que la constituyeron y en los que se desintegrará. Porque nada es tan capaz de engrandecer el ánimo, como la posibilidad de comprobar con método y veracidad cada uno de los objetos que se presentan en la vida, y verlos siempre de tal modo que pueda entonces comprenderse en qué orden encaja, qué utilidad le proporciona este objeto, qué valor tiene con respecto a su conjunto, y cuál en relación con el ciudadano de la ciudad más excelsa, de la que las demás ciudades son como casas.
Marco Aurelio, Meditaciones, III. 11.

#### Epistemología
Los estoicos propusieron que el conocimiento se puede obtener mediante el uso de la razón. La verdad se puede distinguir de la falacia, aunque, en la práctica, solo se pueda hacer una aproximación. Según los estoicos, los sentidos reciben constantemente sensaciones: pulsaciones que pasan de los objetos a través de los sentidos a la mente, donde dejan una impresión en la imaginación (phantasiai, una impresión que surge de la mente se llama phantasma).
La mente tiene la capacidad de juzgar (συγκατάθεσις, synkatathesis) —aprobar o rechazar— una impresión, lo que le permite distinguir una representación verdadera de la realidad de una que es falsa. Algunas impresiones se pueden aceptar de inmediato, pero otras solo pueden lograr diversos grados de aprobación vacilante, que pueden etiquetarse como creencia u opinión (doxa). Solo a través de la razón obtenemos una comprensión y una convicción claras (katalepsis). El conocimiento cierto y verdadero (episteme), alcanzable por el sabio estoico, solo puede lograrse verificando la convicción con la experiencia de los compañeros y el juicio colectivo de la humanidad.
Los escépticos, muy influyentes a partir del siglo II a. C. trataban de independizar al hombre del mundo mediante la abstención de juicio. Dudaban de la posibilidad de conocimiento sensible, mediante el pensamiento discursivo y de los resultados de combinar ambos. El relativismo de Protágoras es la base de la duda escéptica respecto a los sentidos. No pueden ser una reproducción inmediata de las cosas si la percepción varía de individuo en individuo y entre distintas situaciones del mismo individuo o del objeto. Estas contingencias no se pueden evitar, así que no hay posibilidad de conocimiento sensible. Por otra parte, las opiniones vienen condicionadas por la costumbre. Ante la contradicción de opiniones no se puede distinguir la veraz. El método de deducción silogística de Aristóteles depende de las premisas. Estas premisas ni se pueden admitir sin demostración ni pueden ser simplemente hipotéticas. Por tanto, el camino del conocimiento de lo general a lo particular mediante el silogismo es imposible, pues el punto de partida es incierto. De modo que lo mejor desde el punto de vista escéptico es abstenerse de juzgar, pues no se puede decir nada más allá del parecer.[cita requerida]
Frente a ellos, los estoicos, filósofos preocupados esencialmente por problemas éticos, sostienen que se llega a la virtud por el saber. Por tanto, deben buscar el conocimiento pese a todas las objeciones, y para ello deben encontrar un criterio de verdad certero. Consideran que la percepción deja la impresión de lo externo en el alma, que al nacer sería como una tabla de cera en la que lo exterior imprime sus signos. Las representaciones generales se deben al enlace entre impresiones o a su permanencia. No hay, pues, ni ideas platónicas ni una energía externa que produzca conceptos. A partir de esta base, el argumento principal de los estoicos para afirmar la existencia de un criterio de verdad es que las impresiones son iguales para todos los individuos. Consideran que el consenso de los hombres sobre las representaciones se puede tomar como punto de partida para la demostración. Sin embargo, en el último estoicismo hay cambios respecto a este punto. Para Cicerón no se trata del consenso entre los individuos, sino de representaciones innatas, presentes desde el nacimiento en cada uno. Según Cicerón, el hombre nace con unos principios morales, la creencia en Dios y otros.[cita requerida]
Respecto a las percepciones, los estoicos consideran que el criterio del conocimiento verdadero es la evidencia de la percepción o la experiencia sensible, es decir, los sentidos. Esto se define como teoría del conocimiento sensualista.[cita requerida]
La información que entra por los sentidos deja una percepción en nuestra razón. Estas percepciones son verdaderas -cuando hay un error o contradicción es por la opinión, no por la percepción- pero todavía no son conocimiento. Primero deben ser sometidas a la racionalidad, de allí si parten a formar conceptos y juicios generales.[cita requerida]

### Física

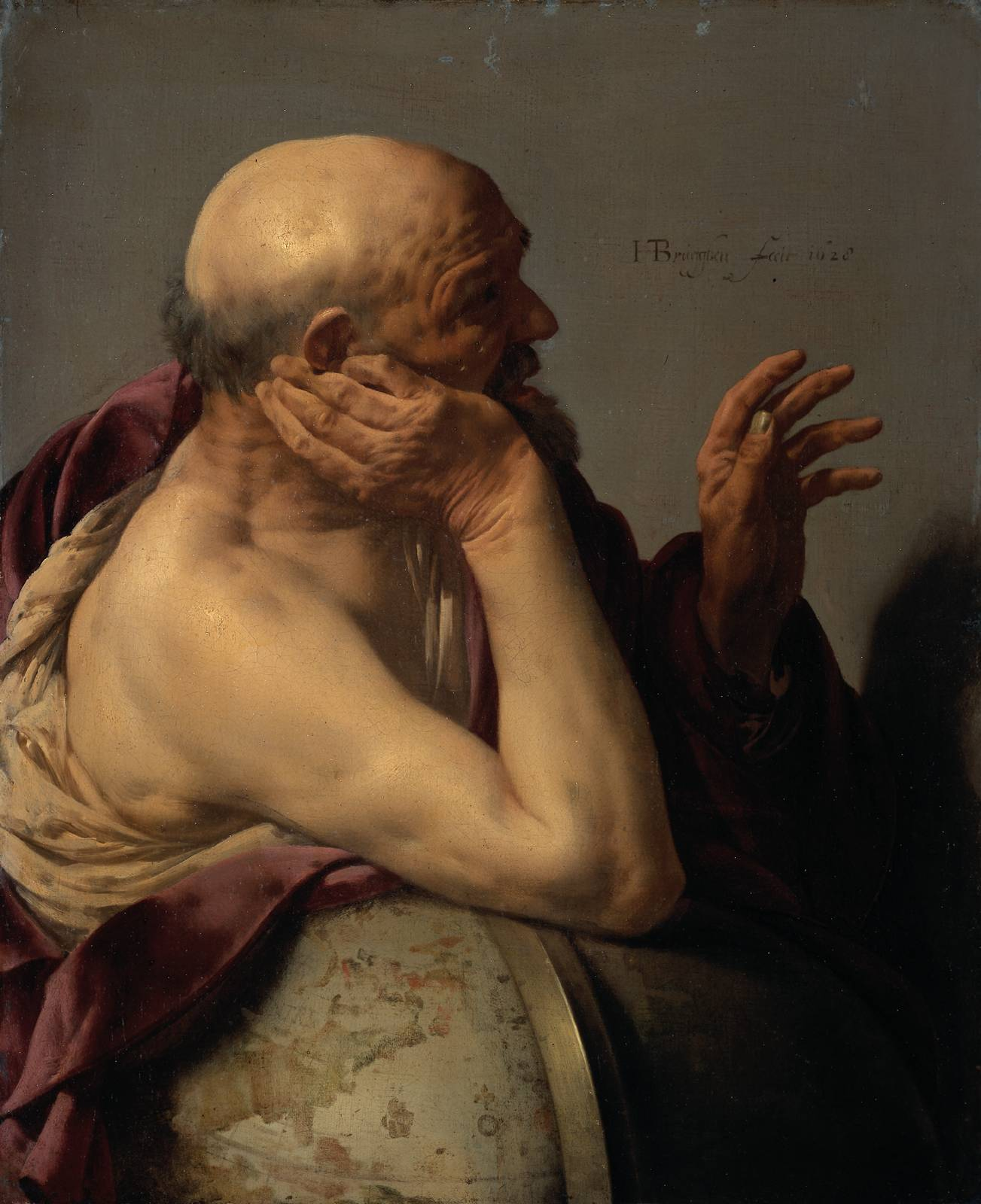
Heráclito por Hendrick ter Brugghen (1628). La filosofía natural estoica está influenciada de las doctrinas del Logos y el fuego de Heráclito.

En el campo de la física retornaron a la filosofía de Heráclito: todo está sometido al cambio, al movimiento. La física, según el estoicismo, es el estudio de la naturaleza tanto del mundo físico en su totalidad como de cada uno de los seres que lo componen, incluidos los seres divinos, humanos y animales. Fundamentalmente especulativa, y en clara deuda con el pensamiento de Parménides de Elea (unidad del ser) y Heráclito, la física estoica concibe la naturaleza como un fuego artístico en camino de crear.
Según los estoicos, el Universo es una sustancia material de razonamiento (logos), conocida como Dios o Naturaleza, que se divide en dos clases: la activa y la pasiva. La sustancia pasiva es la materia, que "permanece inactiva, una sustancia lista para cualquier uso, pero que seguramente quedará sin empleo si nadie la pone en movimiento". La sustancia activa, que puede denominarse Destino o Razón Universal (logos), es un éter inteligente o fuego primordial, que actúa sobre la materia pasiva.

El universo mismo es Dios y la efusión universal de su alma; es el principio rector de este mismo mundo, que opera en la mente y la razón, junto con la naturaleza común de las cosas y la totalidad que abarca toda la existencia; luego el poder preordenado y la necesidad del futuro; luego el fuego y el principio del éter; luego aquellos elementos cuyo estado natural es de flujo y transición, como el agua, la tierra y el aire; luego el sol, la luna, las estrellas; y la existencia universal en la que están contenidas todas las cosas.
Crisipo, en Cicerón, De Natura Deorum, I. 39.

El universo es un todo armonioso y causalmente relacionado (es decir, todo está relacionado por una serie de causas), que se rige por un principio activo, el Logos cósmico y universal del que el hombre también participa. Este logos cósmico, que es siempre el mismo es llamado también pneuma (‘soplo’, Spiritu en latín), aliento ígneo, ley natural, naturaleza (physis), necesidad y moira (‘destino’, fatum en latín), nombres todos ellos que hacen referencia a un poder que crea, unifica y mantiene unidas todas las cosas y que no es simplemente un poder físico: el pneuma o logos universal es una entidad fundamentalmente racional: es Dios (panteísmo), un alma del mundo o mente (razón) que todo lo rige y de cuya ley nada ni nadie puede sustraerse. Inmanente al mundo, el logos es corpóreo, penetra y actúa sobre la materia (hylé): principio pasivo, inerte y eterno que, en virtud del pneuma o logos, produce todo ser y acontecer. Todo en la naturaleza es mezcla de estos dos principios corpóreos (materialismo).
Todo está sujeto a las leyes del Destino, porque el Universo actúa de acuerdo con su propia naturaleza y la naturaleza de la materia pasiva que gobierna. Las almas de los seres humanos y los animales son emanaciones de este Fuego primordial y, asimismo, están sujetas al Destino:

Considere constantemente el universo como un ser vivo, que tiene una sustancia y un alma; y observe cómo todas las cosas tienen referencia a una percepción, la percepción de este ser vivo; y cómo todas las cosas actúan con un solo movimiento; y cómo todas las cosas son las causas cooperantes de todas las cosas que existen; observe también el hilado continuo del hilo y la estructura de la red.
Marco Aurelio, Meditaciones, IV. 40.

Aunque la naturaleza (physis) es plenamente racional, no rige de la misma forma a todos los seres:
- Los hombres nacen con un alma[30] como si fuera una «tabla rasa» pero cuando adquieren cierta madurez pueden, mediante el uso de una «fantasía» aceptar o rechazar las impresiones que los «iconos» que desprenden las cosas fijan en el alma como conceptos. Cuando el hombre maduro ejerce una «fantasía cataléptica» es capaz de comprender la verdad de los conceptos, a partir de dichas impresiones y elaborar a partir de los mismos juicios verdaderos y razonamientos verdaderos.
- En los animales irracionales mediante un alma sensible que percibe pero no conoce.
- Mediante un alma vegetal en las plantas.
- Mediante el movimiento local de los átomos regidos por el fatum o destino.[31]

Las almas individuales son perecederas por naturaleza, y pueden "transmutarse y difundirse, asumiendo una naturaleza ardiente al ser recibidas en la "razón seminal" (logos spermatikos) del Universo". Dado que la razón correcta es el fundamento tanto de la humanidad como del universo, se sigue que el objetivo de la vida es vivir de acuerdo con la razón, es decir, vivir una vida de acuerdo con la naturaleza.
La teología estoica es panteísta fatalista y naturalista: Dios nunca es completamente trascendente, sino siempre inmanente e identificado con la Naturaleza; es el mismo mundo en su totalidad el que es divino, lo que justifica que la creencia en los dioses, pese a su heterogeneidad, sea universal. Las religiones abrahámicas personalizan a Dios como una entidad creadora del mundo, pero el estoicismo equipara a Dios con la totalidad del universo
La concepción de un cosmos dotado de un principio rector inteligente desemboca en una visión determinista del mundo donde nada azaroso puede acaecer: todo está gobernado por una ley racional que es inmanente (como su logos) y necesaria; el destino no es más que la estricta cadena de los acontecimientos (causas) ligados entre sí: «Los sucesos anteriores son causa de aquellos que les siguen, y en esta manera todas las cosas van ligadas unas a las otras, y así no sucede cosa alguna en el mundo que no sea enteramente consecuencia de aquella y ligada a la misma como a su causa». (SVF, II, 945).
El azar no existe; es el simple desconocimiento causal de los acontecimientos. Si nuestra mente pudiera captar la total trabazón (conexión) de las causas podría entender el pasado, conocer el presente y predecir el futuro. Este mundo es el mejor de todos los posibles y nuestra existencia contribuye a este proyecto universal, por lo que, como veremos, no hay que temer al destino, sino aceptarlo.
Según la cosmología estoica, que es muy similar a la concepción hindú de la existencia, no hay un inicio absoluto del tiempo, ya que se considera infinito y cíclico. Del mismo modo, el espacio y el Universo no tienen ni principio ni fin, más bien son cíclicos. El Universo actual es una fase del ciclo actual, precedida por un número infinito de Universos, condenados a ser destruidos ("ekpyrōsis", conflagración) y recreados nuevamente, y a ser seguidos por otro número infinito de Universos. El mundo se desenvuelve en grandes ciclos cósmicos (aión, ‘año cósmico’), de duración determinada, al final de los cuales todo volverá a comenzar de nuevo, incluso nosotros mismos. El estoicismo considera toda la existencia como cíclica, el cosmos como eternamente auto-creado y autodestructor (Véase también: Eterno retorno).
Los primeros filósofos que describieron explícitamente los argumentos nominalistas fueron los estoicos, especialmente Crisipo.

### Ética: La moral estoica

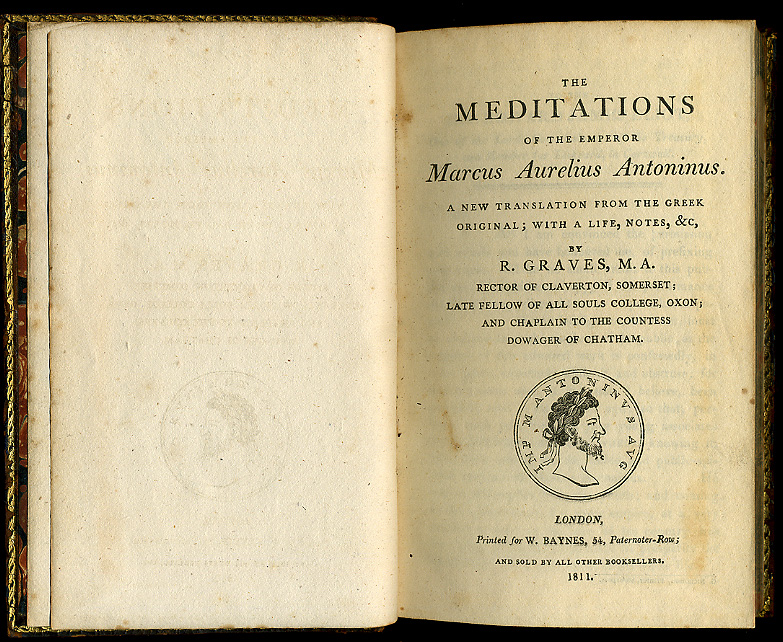
Las Meditaciones de Marco Aurelio. Traducción inglesa de 1811.

Al estar todos los acontecimientos del mundo rigurosamente determinados y formar parte el hombre del logos universal, la libertad no puede consistir más que en la aceptación de nuestro propio destino, el cual estriba fundamentalmente en vivir conforme a la naturaleza. Para ello, el hombre debe conocer qué hechos son verdaderos y en qué se apoya su verdad.
El bien y la virtud consisten, por tanto, en vivir de acuerdo con la razón, evitando las pasiones (pathos), que no son sino desviaciones de nuestra propia naturaleza racional. La pasión es lo contrario que la razón, es algo que sucede y que no se puede controlar, por lo tanto debe evitarse. Los estoicos solían reducir las pasiones al placer, la tristeza, el dolor y el temor; estas reacciones deben dominarse a través del autocontrol ejercitado por la razón. Por lo cual se nos plantea un ejercicio simple: ante la turbación por una situación que genera inconformidad en el ser, se debe analizar la situación y preguntarse ¿depende de mí? Si no, se debe aceptar y comprender que todo lo que ocurre es parte de un proyecto cósmico. Si la respuesta es sí, se puede razonar una solución que devuelva al ser la impasibilidad (apátheia, de la cual deriva apatía) y la imperturbabilidad (ataraxia). 
De esto se concluye que las pasiones, como el dolor, son inevitables pero el sufrimiento es opcional. El ser sufre por la manera en la que juzga los eventos que le suceden. Por lo tanto, solo los ignorantes desconocen el logos universal y se dejan arrastrar por sus pasiones. Y el sabio ideal es aquel que vive conforme a la razón, está libre de pasiones y se considera ciudadano del mundo. El cosmopolitismo, que defiende la igualdad y solidaridad de los hombres.
Las cuatro virtudes cardinales (aretai) de la filosofía estoica son una clasificación derivada de las enseñanzas de Platón (República IV. 426–435):
- Sabiduría (griego: φρόνησις "phronesis", o σοφία "sophia"; en latín: prudentia o sapientia)
- Coraje (griego: ανδρεία "andreia"; latín: fortitudo)
- Justicia (griego: δικαιοσύνη "dikaiosyne"; latín: iustitia)
- Templanza (griego: σωφροσύνη "sophrosyne", latín: temperantia )

Después de Sócrates, los estoicos sostuvieron que la infelicidad y el mal son el resultado de la ignorancia humana de la razón en la naturaleza. Si alguien no es amable, es porque no es consciente de su propia razón universal, lo que lleva a la conclusión de la crueldad. La solución al mal y la infelicidad es, entonces, la práctica de la filosofía estoica: examinar los propios juicios y comportamiento y determinar dónde divergen de la razón universal de la naturaleza.
Los estoicos aceptaban que el suicidio estaba permitido para la persona sabia en circunstancias que pudieran impedirle vivir una vida virtuosa. Plutarco sostenía que aceptar la vida bajo la tiranía habría comprometido la consistencia de Catón el Joven (constantia) como estoico y perjudicado su libertad para tomar decisiones morales honorables. El suicidio podría estar justificado si una persona es víctima de un dolor intenso o una enfermedad, pero, de lo contrario, el suicidio generalmente se consideraría un rechazo del deber social.

#### La doctrina de las «cosas indiferentes»
En términos filosóficos, las cosas que son indiferentes están fuera de la aplicación de la ley moral, es decir, sin tendencia a promover u obstruir fines morales. Las acciones que no son requeridas ni prohibidas por la ley moral, o que no afectan la moral, se denominan moralmente indiferentes. La doctrina de las cosas indiferentes (ἀδιάφορα, adiaforía) surgió en la escuela estoica como corolario de su oposición diametral de virtud y vicio (καθήκοντα kathekonta, "acciones convenientes", o acciones de acuerdo con la naturaleza; y ἁμαρτήματα hamartemata, errores). Como resultado de esta dicotomía, una gran clase de objetos se dejaron sin asignar y, por lo tanto, se consideraron indiferentes.
Finalmente, se desarrollaron tres subclases de «cosas indiferentes»: cosas para preferir porque ayudan a la vida de acuerdo con la naturaleza; cosas a evitar porque lo obstaculizan; y cosas indiferentes en sentido estricto. El principio de adiáfora también era común a los cínicos. Felipe Melanchthon revivió la doctrina de las cosas indiferentes durante el Renacimiento.

### Filosofía social
Una característica distintiva del estoicismo es su cosmopolitismo; Según los estoicos, todas las personas son manifestaciones del único espíritu universal y deben vivir en amor fraternal y ayudarse mutuamente. En los Discursos, Epicteto comenta sobre la relación del hombre con el mundo: «Cada ser humano es principalmente un ciudadano de su propia comunidad; pero también es miembro de la gran ciudad de dioses y hombres, de la cual la ciudad política es solo una copia». Este sentimiento se hace eco del de Diógenes de Sinope, quien dijo: «No soy ateniense ni corintio, sino ciudadano del mundo».
Sostuvieron que las diferencias externas, como el rango y la riqueza, no tienen importancia en las relaciones sociales. En cambio, abogaron por la hermandad de la humanidad y la igualdad natural de todos los seres humanos. El estoicismo se convirtió en la escuela más influyente del mundo grecorromano, y produjo una serie de escritores y personalidades notables, como Catón el Joven y Epicteto.
En particular, se destacaron por su urgencia de clemencia hacia los esclavos. Séneca exhortó: «Recuerda amablemente que el que llamas esclavo nació de la misma población, es sonreído por los mismos cielos y, en igualdad de condiciones con ti mismo, respira, vive y muere».

## Principales figuras
| Estoicismo antiguo (siglos III-II a. C.): | Estoicismo medio (siglos II–I a. C.):                | Estoicismo nuevo o romano (siglos I-III d. C.):                        |
| --- | ---------------------------------------------------- | ---------------------------------------------------------------------- |
| - Zenón de Citio - Aristón de Quíos - Apolófanes - Hérilo de Calcedonia - Dionisio de Heraclea - Perseo de Citio - Cleantes - Crisipo - Esfero | - Panecio (180–110 a. C.) - Posidonio (155–51 a. C.) | - Séneca - Musonio Rufo - Epicteto - Sexto de Queronea - Marco Aurelio |